# أبو الخير (أصفهان)
أبو الخير هي قرية في مقاطعة أصفهان، إيران. يقدر عدد سكانها بـ 276 نسمة بحسب إحصاء 2016.